# Medaliści mistrzostw świata w kolarstwie górskim – dual
Pełna lista medalistów i medalistek mistrzostw świata w kolarstwie górskim w dualu.

## Mężczyźni
| Rok  | Złoto       | Srebro        | Brąz             |
| ---- | ----------- | ------------- | ---------------- |
| 2000 | Wade Bootes | Brian Lopes   | Mickael Deldycke |
| 2001 | Brian Lopes | Cédric Gracia | Wade Bootes      |

## Kobiety
| Rok  | Złoto                  | Srebro         | Brąz            |
| ---- | ---------------------- | -------------- | --------------- |
| 2000 | Anne-Caroline Chausson | Tara Llanes    | Sabrina Jonnier |
| 2001 | Anne-Caroline Chausson | Katrina Miller | Tara Llanes     |

## Tabela medalowa
| Miejsce | Państwo           |   |   |   | Razem |
| ------- | ----------------- | - | - | - | ----- |
| 1.      | Francja           | 2 | 1 | 2 | 5     |
| 2.      | Stany Zjednoczone | 1 | 2 | 1 | 4     |
| 3.      | Australia         | 1 | 1 | 1 | 3     |